# Sisymbrium sophia
Sofía, hierba de la sabiduría, hierba de los cirujanos, hierba de Santa Sofía o ajenjo loco,[cita requerida] diversos nombres comunes de Descurainia sophia (sin. Sisymbrium sophia), es una planta herbácea perteneciente a la familia Brassicaceae.
Es una planta herbácea con tallo erecto, ramificado que alcanza 1- 2.5 metros de altura., las hojas alternas, cubiertas como el tallo de pelusa. Las flores de color amarillo pálido se producen en racimos colgantes. Se reproduce por semillas. En tiempos antiguos se le suministraba a pacientes con disentería y se le llamaba Sophia Chirugorum, el libro The Wisdom of Surgeons, relata la suma de sus propiedades.
También recibe los nombres de ajenjo serifio, amacho, asnacho, asnallo, ensensio marino y sofía de los cirujanos.
En Alemania se le llama Sophienkraut y está asociada con Santa Sofía de Roma, quien era invocada contra las heladas tardías.